# Speicher Zu den Eichen 2
Der Speicher Zu den Eichen 2 in Kirchseelte, Ortsteil Klosterselte, Samtgemeinde Harpstedt stammt vom Ende des 18. Jahrhunderts. 
Das Gebäude steht unter Denkmalschutz.

## Geschichte
Das eingeschossige Gebäude von wohl um 1790 ist ein  Fachwerkhaus mit Steinausfachungen sowie einem Satteldach.
 
Die Landesdenkmalpflege befand: „...geschichtliche Bedeutung ... als beispielhafter Fachwerkspeicher...“.